# Luis Capurro
Luis Capurro   (Rioverde, 1 de maig de 1961) és un exfutbolista equatorià de la dècada de 1990.
Fou 100 cops internacional amb la selecció de l'Equador.
Pel que fa a clubs, defensà els colors de Patria de Esmeraldas, Barcelona SC, Emelec, Milagro Sport, Filanbanco, LDU Quito, Cerro Porteño de Paraguai i Racing Club de l'Argentina.